# Concertul pentru pian nr. 2 (Ceaikovski)

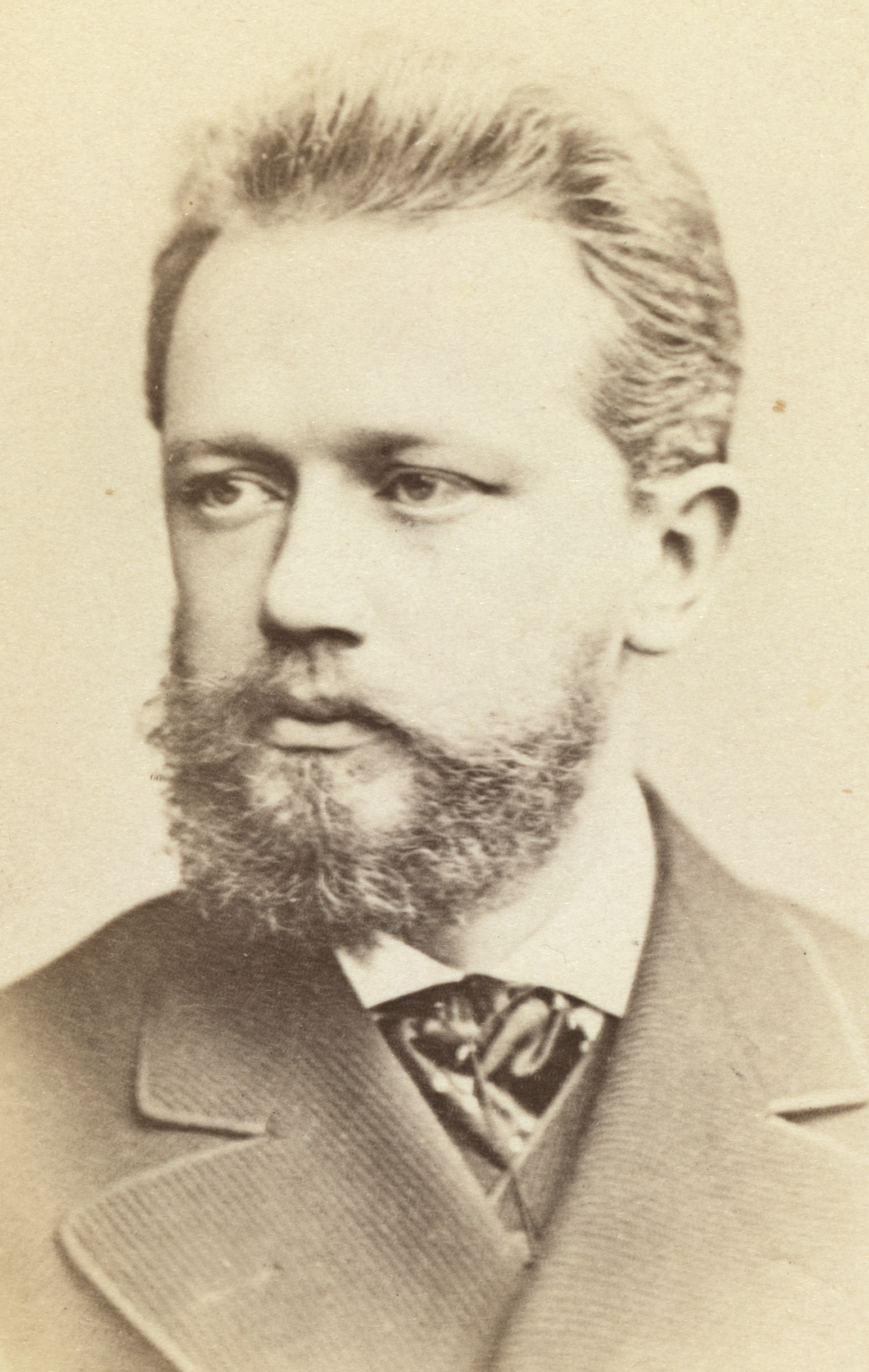
Ceaikovski în perioada în care a compus al doilea concert pentru pian.

Concertul pentru pian nr. 2 în Sol major, Op. 44 al lui Piotr Ilici Ceaikovski a fost compus între 1879-1880. A fost dedicat lui Nikolai Rubinstein, care a insistat să i se permită să interpreteze concertul la premieră ca o modalitate de împăcare pentru critica dură cu privire la Concertul pentru pian nr. 1 al lui Ceaikovski. Totuși, Rubinstein nu va interpreta niciodată lucrarea deoarece a decedat în martie 1881. Premiera a avut loc la New York pe 12 noiembrie 1881 în interpretarea lui Madeline Schiller și a Orchestrei Filarmonicii din New York sub bagheta lui Theodore Thomas. Premiera rusească a avut loc la Moscova în mai 1882 în interpretarea elevului lui Ceaikovski, Sergei Taneyev, și sub bagheta lui Anton Rubinstein. 

## Instrumentație
Concertul este scris pentru două flauturi, două clarinete în Si bemol și La, doi fagoți, patru corni în Fa, două trompete în Re, timpane, coarde și pian solo.

## Structură
Concertul este structurat în trei părți:
1. Allegro brillante e molto vivace
2. Andante non troppo
3. Allegro con fuoco